# 3세대 이동 통신

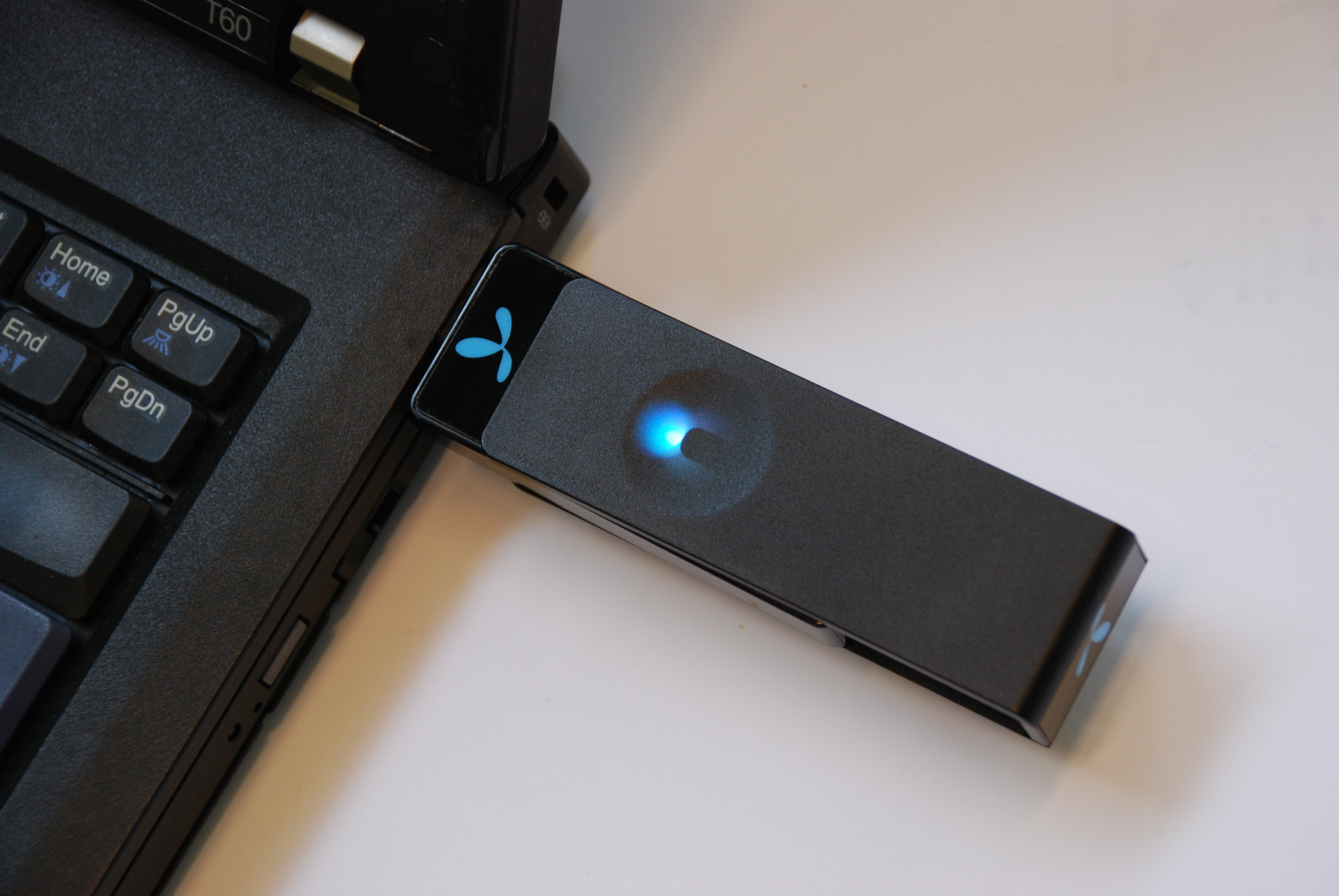

3세대 이동 통신은 이동 통신 기술의 3세대를 말하며, 영어로는 3G라고 불린다. 3세대 이동통신은 음성 데이터와 비음성 데이터(데이터 다운로드, 메일 주고 받기, 메시지 보내기 등)를 모두 전송할 수 있게 한다.
이동 통신사들이 설치한 기지국으로부터 데이터를 받아 오는 방식으로 기지국이 촘촘하기 때문에 이동 중일 경우에 편리하다.
무선 이동 통신 기술의 속도와 기능이 발전하여 3 세대 라고 한 것이다. 이는 국제 전기 통신 연합 (International Telecommunication Union)이 지정한 IMT-2000 (International Mobile Telecommunications-2000) 표준을 준수하는 모바일 장치 및 이동 통신 사용 서비스 및 네트워크에 사용되는 일련의 표준을 기반으로 한다.

## 적용된 기술
3G 통신 네트워크는 적어도 2 Mbit / s의 정보 전송 속도를 제공하는 서비스를 지원 한다.
3.5G 및 3.75G라고도하는 최신 3G 통신은 랩탑 컴퓨터의 스마트 폰 및 모바일 모뎀에 수 Mbit / s의 모바일 광대역 액세스를 제공 한다. 즉 동영상을 볼 수 있다. 이를 통해 무선 음성 전화, 모바일 인터넷 액세스, 고정 무선 인터넷 액세스, 화상 통화 및 모바일 TV 기술에 적용할 수 있다.

## 3세대 이동 통신 역사
새로운 세대의 셀룰러 통신 방식의 표준은 1981/1982년에 1G 시스템이 도입된 이후 약 10년마다 나타났다. 각 세대는 새로운 주파수 대역, 더 높은 데이터 속도 및 역방향 호환이 불가능한 전송 기술을 특징으로 한다. 즉 각각의 통신 규약간에 호환이 되는 것이다. 첫 번째 3G 네트워크 표준은 1998년에 도입되었으며, 최근의 이동 통신 기술인 5G 세대 네트워크는 2019년에 도입되었다.

## 나라별 3세대 이동 통신
아래에는 상업적 3세대 이동 통신 네트워크를 가지고 있는 나라들이 나열되어 있다.
- 과테말라 CDMA2000 1x
- 그리스 W-CDMA
- 나이지리아 CDMA2000 1x
- 남아프리카 공화국 W-CDMA
- 네덜란드 W-CDMA
- 노르웨이 W-CDMA
- 뉴질랜드 CDMA2000 1x / W-CDMA
- 니카라과 CDMA2000 1x
- 대한민국 W-CDMA
- 덴마크 W-CDMA
- 도미니카 연방 CDMA2000 1x
- 독일 W-CDMA
- 러시아 CDMA2000 1x
- 루마니아 W-CDMA / CDMA2000 1x
- 멕시코 CDMA2000 1x
- 몰도바 CDMA2000 1x
- 미국 CDMA2000 1x / W-CDMA
- 버뮤다 CDMA2000 1x
- 베네수엘라 CDMA2000 1x
- 베트남 CDMA2000 1x
- 벨기에 W-CDMA
- 벨라루스 CDMA2000 1x
- 브라질 CDMA2000 1x
- 스웨덴 W-CDMA
- 스페인 W-CDMA
- 슬로베니아 W-CDMA
- 싱가포르 W-CDMA
- 아랍에미리트 W-CDMA
- 아르헨티나 CDMA2000 1x
- 아제르바이잔 CDMA2000 1x
- 에콰도르 CDMA2000 1x
- 영국 W-CDMA
- 오스트레일리아 W-CDMA / CDMA2000 1x
- 오스트리아 W-CDMA
- 우즈베키스탄 CDMA2000 1x
- 이스라엘 W-CDMA
- 이탈리아 W-CDMA
- 인도 CDMA2000 1x
- 인도네시아 CDMA2000 1x
- 일본 W-CDMA
- 자메이카 CDMA2000 1x
- 조선민주주의인민공화국 W-CDMA
- 조지아 CDMA2000 1x
- 중화인민공화국 CDMA2000 1x / W-CDMA / TD-SCDMA
- 칠레 CDMA2000 1x
- 카자흐스탄 CDMA2000 1x
- 캐나다 CDMA2000 1x
- 콜롬비아 CDMA2000 1x
- 키르기스스탄 CDMA2000 1x
- 키프로스 W-CDMA
- 타이완 CDMA2000 1x /W-CDMA
- 태국 CDMA2000 1x
- 튀르키예 W-CDMA
- 파나마 CDMA2000 1x
- 파키스탄 CDMA2000 1x
- 페루 CDMA2000 1x
- 포르투갈 W-CDMA
- 폴란드 CDMA2000 1x
- 핀란드 W-CDMA
- 홍콩 W-CDMA

## 같이 보기
- 이동 통신 표준